# Reprezentacja Singapuru w unihokeju mężczyzn
Reprezentacja Singapuru w unihokeju mężczyzn – drużyna reprezentująca Singapuru w rozgrywkach międzynarodowych w unihokeju mężczyzn.

## Udział w imprezach międzynarodowych

### Mistrzostwa Świata
| Rok     | M                       | Z                       | R                       | P                       | Suma                    | +/-                     | Miejsce                 |
| ------- | ----------------------- | ----------------------- | ----------------------- | ----------------------- | ----------------------- | ----------------------- | ----------------------- |
| MŚ 1996 | 6                       | 0                       | 0                       | 6                       | 4:99                    | -95                     | 12. miejsce             |
| MŚ 1998 | 5                       | 0                       | 0                       | 5                       | 8:30                    | -22                     | 14. miejsce             |
| MŚ 2000 | nie brali udziału       | nie brali udziału       | nie brali udziału       | nie brali udziału       | nie brali udziału       | nie brali udziału       | nie brali udziału       |
| MŚ 2002 | 5                       | 1                       | 0                       | 4                       | 8:26                    | -18                     | 20. miejsce             |
| MŚ 2004 | 4                       | 0                       | 0                       | 4                       | 15:40                   | −25                     | 19. miejsce             |
| MŚ 2006 | 5                       | 1                       | 0                       | 4                       | 23:42                   | −19                     | 18. miejsce             |
| MŚ 2008 | 5                       | 3                       | 0                       | 2                       | 23:36                   | −13                     | 15. miejsce             |
| MŚ 2010 | 5                       | 0                       | 0                       | 5                       | 12:106                  | -94                     | 16. miejsce             |
| MŚ 2012 | 5                       | 0                       | 0                       | 5                       | 10:77                   | -67                     | 16. miejsce             |
| MŚ 2014 | nie zakwalifikowali się | nie zakwalifikowali się | nie zakwalifikowali się | nie zakwalifikowali się | nie zakwalifikowali się | nie zakwalifikowali się | nie zakwalifikowali się |
| MŚ 2016 | 5                       | 1                       | 0                       | 4                       | 18:38                   | -20                     | 16. miejsce             |
| Razem   | 45                      | 6                       | 0                       | 39                      | 121:494                 | −373                    |                         |

### Kwalifikacje do MŚ
| Rok  | M | Z | R | P | Suma  | +/- | Miejsce |
| ---- | - | - | - | - | ----- | --- | ------- |
| 2012 | 3 | 2 | 0 | 1 | 13:10 | +3  | 1/4     |
| 2014 | 4 | 1 | 1 | 2 | 16:23 | -7  | 4/5     |
| 2016 | 4 | 2 | 1 | 1 | 22:17 | +5  | 1/7     |